# MVV in het seizoen 1962/63
Het seizoen 1962/1963 was het negende jaar in het bestaan van de Maastrichtse betaaldvoetbalclub MVV. De club kwam uit in de Eredivisie en eindigde daarin op de negende plaats. Tevens deed de club mee aan het toernooi om de KNVB Beker, hierin werd in de kwartfinale, na strafschoppen, verloren van Willem II (0–0).

## Wedstrijdstatistieken

### Eredivisie
|       | ADO   | Ajax  | Blauw-Wit | DOS   | Sportclub Enschede | Feijenoord | Fortuna '54 | GVAV  | Heracles | NAC   | PSV   | Sparta | Volendam | De Volewijckers | Willem II |
| ----- | ----- | ----- | --------- | ----- | ------------------ | ---------- | ----------- | ----- | -------- | ----- | ----- | ------ | -------- | --------------- | --------- |
| Thuis | 1 – 2 | 2 – 2 | 2 – 0     | 2 – 2 | 1 – 1              | 1 – 1      | 3 – 0       | 4 – 1 | 1 – 1    | 1 – 3 | 1 – 1 | 1 – 0  | 2 – 1    | 3 – 1           | 4 – 1     |
| Uit   | 5 – 0 | 3 – 1 | 1 – 2     | 1 – 0 | 0 – 1              | 1 – 0      | 1 – 0       | 0 – 1 | 4 – 1    | 4 – 2 | 2 – 0 | 3 – 2  | 1 – 1    | 2 – 3           | 4 – 2     |

### KNVB Beker
| 3e ronde                                     | Go Ahead                                       | 1 – 2 (0 – 1)                      | MVV                                      |
| 30 april 1963 Plaats: Deventer Vetkampstraat | Wim Bleijenberg 75'                            |                                    | 40' Chris Coenen 77' Gerard Bühler       |
| Tussenronde                                  | MVV                                            | 3 – 2 (1 – 1, 2 – 2) Na verlenging | Elinkwijk                                |
| 7 mei 1963 Plaats: Maastricht De Boschpoort  | Jo Toennaer 10' Piet van Dijk Chris Coenen 95' |                                    | 40' Hans van der Heijden 82' Harry Smits |
| 4e ronde                                     | MVV                                            | 2 – 1 (1 – 0)                      | Blauw-Wit                                |
| 16 mei 1963 Plaats: Maastricht De Geusselt   | Chris Coenen 7', 59'                           |                                    | Gerrie Althoff                           |
| Kwartfinale                                  | MVV                                            | 0 – 0 Na strafschoppen             | Willem II                                |
| 29 mei 1963 Plaats: Maastricht De Geusselt   |                                                |                                    |                                          |

## Statistieken MVV 1962/1963

### Eindstand MVV in de Nederlandse Eredivisie 1962 / 1963
| Stand | Gespeeld | Gewonnen | Gelijk | Verloren | Punten | Doelpunten voor | Doelpunten tegen |
| ----- | -------- | -------- | ------ | -------- | ------ | --------------- | ---------------- |
| 9e    | 30       | 11       | 7      | 12       | 29     | 45              | 49               |

### Topscorers
| #                    | Naam           | Goal |
| -------------------- | -------------- | ---- |
| 1.                   | Bert Willems   | 10   |
| 2.                   | Chris Coenen   | 9    |
| 3.                   | Gerard Bühler  | 7    |
| 4.                   | Nico Mares     | 5    |
| 5.                   | Henk Brinkhuis | 3    |
| 6.                   | Henny Fey      | 2    |
| 6.                   | Giel Haenen    | 2    |
| 8.                   | René Ceulen    | 1    |
| 8.                   | Mat Loo        | 1    |
| 8.                   | Michel Thal    | 1    |
| 8.                   | Jo Toennaer    | 1    |
| Onbekende doelpunten |                |      |
| –                    | Onbekend       | 3    |
| Totaal               | Totaal         | 45   |

| #      | Naam          | Goal |
| ------ | ------------- | ---- |
| 1.     | Chris Coenen  | 4    |
| 2.     | Gerard Bühler | 1    |
| 2.     | Piet van Dijk | 1    |
| 2.     | Jo Toennaer   | 1    |
| Totaal | Totaal        | 7    |

## Voetnoten
ADO ·
Ajax ·
Blauw-Wit ·
DOS ·
Sportclub Enschede ·
Feijenoord ·
Fortuna '54 ·
GVAV ·
Heracles ·
MVV ·
NAC ·
PSV ·
Sparta ·
Volendam ·
De Volewijckers ·
Willem II